# Sainte-Marguerite-sur-Fauville
Sainte-Marguerite-sur-Fauville foi uma comuna francesa na região administrativa da Normandia, no departamento de Sena Marítimo. Estendia-se por uma área de 3,15 km². Em 2010 a comuna tinha 262 habitantes (densidade: 83,2 hab./km²).
Em 1 de janeiro de 2017, passou a formar parte da nova comuna de Terres-de-Caux.